# Hendrik I van Limburg
Hendrik I (ca. 1070 - 1118) was de oudste zoon van Udo van Limburg en Jutta van Luxemburg, dochter van Frederik van Luxemburg,  hertog van Neder-Lotharingen.

## Geschiedenis
Hendrik volgde in 1078 zijn vader op als graaf van Limburg. Hij verzette zich in 1094 tegen de benoeming van Arnold I van Loon als voogd van Sint-Truiden voor de bezittingen in het prinsbisdom Metz. Rond 1100 blijkt hij toch samen met Giselbrecht II van Duras voogd van Sint Truiden te zijn. Zij stonden bekend als 'de grootste rovers'.
Zelf werd Hendrik in 1095 benoemd tot paltsgraaf van Neder-Lotharingen. Hij volgde hertog Godfried van Bouillon in de Eerste Kruistocht en keerde daarna naar huis terug.
Hendrik kwam in 1081, na de dood van Walram II van Arlon, in het bezit van het Graafschap Arlon door zijn familieband met de kinderloze Udo van Toul, Graaf Udo van Heerlen en de latere Bisschop van Toul (1052-1069). Udo van Toul was gehuwd met Gravin Mechthilde van Heerlen uit Arlon, waardoor deze familie de rechten op het Graafschap Arlon verkreeg. Deze Mechthilde van Arlon wordt door Johann Hubner vermeld als echtgenote van Arnold van Aspremont. Als deze Arnold de 1e x was gehuwd met Mathilde dan waren de rechten op het Graafschap Arlon zeer waarschijnlijk naar de heren van Aspremont gegaan. Dus kunnen we aannemen dat dit de Mathilde van Arlon was die de 1e x met Udo Graaf van Heerlen moet zijn gehuwd geweest. Mathilde Comtessa van Heerlen werd vermeld voor 1050 in de "Miracula S.Trudensis" van de Monnik Steppolinus. Zo lezen we ook in het boek van Ute Bader over de heren van Are dat na Udo's dood zijn allodium Heerlen aan zijn neef, de heer van Are, toekomt en Hendrik I van Limburg hier ook wordt genoemd en in 1081 het Graafschap Arlon verkrijgt.

## Hertogstitel
Na het overlijden van Godfried van Bouillon benoemde keizer Hendrik IV graaf Hendrik als opvolger en werd hem op kerstdag 1101 de titel van hertog van Neder-Lotharingen en markgraaf van het markgraafschap Antwerpen verleend, waarmee hij in de voetsporen van zijn grootvader Frederik van Luxemburg trad. De hertogstitel van Neder-Lotharingen wordt gezien als 'de parel aan de kroon' van de Limburgers.
Zijn bestuur wordt vooral herinnerd omdat hij de schenking van tienden door Godfried aan Antwerpse kerken, ongedaan maakte. In 1106 moest Hendrik zijn functie opgeven omdat hij trouw bleef aan de afgezette keizer Hendrik IV na de coup van diens zoon, de latere keizer Hendrik V. Hertog Hendrik werd zelfs gevangengezet maar wist te ontsnappen.
In 1108 nam Hendrik paltsgraaf Siegfried gevangen die een complot tegen Hendrik V zou hebben beraamd. Hierdoor kwam Hendrik terug in de gunst van de keizer. Maar in de volgende jaren koos ook Hendrik de kant van de tegenstanders van de koning. Hij vocht mee met de Lotharingse edelen die in 1114 de keizer versloegen bij Andernach. In 1115 was hij een van de aanvoerders van de Lotharingse troepen die de Saksen hielpen tegen de keizer in de slag bij Welfesholz, waar de keizer opnieuw werd verslagen. Op de terugweg veroverden de Lotharingers Münster (stad), en verwoestten ze de palts van Dortmund en een aantal kastelen. In Mainz werd vervolgens een wapenstilstand bemiddeld. Daarna zijn geen bijzonderheden over Hendrik meer bekend.

## Huwelijk en kinderen
Hendrik was getrouwd met de erfdochter van graaf Walram II van Aarlen, vermoedelijk Adelheid geheten. Van Hendrik en Adelheid zijn de volgende kinderen bekend:
- Walram I 'Paganus' van Limburg (1085-1139)
- Agnes (ovl. 1136), gehuwd met Frederik van Putelendorf (twee zoons en een dochter) en daarna met Walo van Veckenstedt
- Adelheid (ovl. 6 februari ca. 1145, begraven in Sint-Michael te Bamberg), gehuwd met Frederik van Werl-Arnsberg (ca. 1075 - 1124); een dochter), daarna Kuno van Horburg (geen kinderen) en daarna Koenraad van Dachau (een zoon: Koenraad, hertog van Merano).
- Mathilde, gehuwd met Hendrik van Durbuy